# Per Paus
Per Christian Cornelius Paus, född 28 april 1910 i Oslo, död 15 december 1986, var en norsk stålgrosshandlare och jurist.
Han tillhörde släkten Paus och var son till stålgrosshandlaren Christopher Blom Paus (1878–1959) och barnbarn till stålgrosshandlaren Ole Paus (1846–1931), som 1872 grundade järn- och stålföretaget Ole Paus.
Han utbildade sig till cand.jur. vid Det Kongelige Frederiks Universitet 1934 och studerade franska vid Sorbonne 1935. Han var anställd vid Appleby-Frodingham Steel Company i England från 1936, var knuten till ett handelshus i Hamburg från 1937 och blev 1939 delägare i familjeföretaget Ole Paus, där han senare blev verkställande direktör. Han hade också flera uppdrag, bland annat som rådsmedlem i Oslo Bymuseum och medlem av styrelsen i Stålgrossisternas Förening.
Han gifte sig 1937 med komtessan Hedevig Wedel-Jarlsberg, dotter till hovchefen och greven Peder Anker Wedel-Jarlsberg och Hermine f. Egeberg; svärmodern var dotter till Einar Westye Egeberg. År 1960 övertog de fastigheten Esviken från svärföräldrarna. Fastigheten ligger inte långt från Skaugum, och under svärfaderns livstid besökte kung Haakon och drottning Maud Esviken ett flertal gånger. Per och Hedevig Paus lade ner ett omfattande arbete på drift och underhåll av fastigheten, bland annat genom röjning av delar av skogen. Fastigheten övertogs av barnen Cornelia, Christopher och Peder Paus, som sålde den till Asker kommun 1999. Han var farfar till Pontine Paus och Olympia Paus, delägare i rederierna Wilh. Wilhelmsen och Wallenius Wilhelmsen.